# Проспект Солидарности
Проспе́кт Солида́рности — проспект в Невском районе Санкт-Петербурга на территории Весёлого Посёлка, проходящий от железнодорожной линии Ладожский вокзал — Заневский Пост-2 до улицы Дыбенко. На севере переходит в проспект Наставников.

## История
Название присвоено проспекту 5 июля 1971 года, продолжая традицию Весёлого Посёлка наименовывать улицы на тему революционного движения в России. Как сказано в постановлении, оно дано «в ознаменование союза рабочего класса, крестьянства и трудовой интеллигенции, который под руководством партии большевиков привёл в октябре 1917 года к победе социалистической революции».
Преимущественно проспект застроен панельными девятиэтажными домами. С середины 2000-х годов ведется уплотнительная застройка кирпично-монолитными зданиями.
Проспект Солидарности является одной из основных магистралей, соединяющих Невский и Красногвардейский районы города. До постройки Российского путепровода, расположенного в 700 м западнее, был единственной связью двух районов в этих окрестностях. Оба проспекта, а именно Солидарности и Наставников, соединяет между собой железнодорожный переезд. Ширина проезжей части составляет всего две полосы, а посему во время прохождения поездов здесь нередки пробки. Несмотря на постройку путепровода, переезд действует и поныне.

## Общественно-значимые объекты
- Александровская больница, д.4
- родильный дом № 18, д.6
- стоматологическая поликлиника № 31
- отдел полиции № 23 (официально здание числится по улице Дыбенко, д.40 кор.2, фактически стоит на слиянии проспекта Солидарности и улицы Дыбенко)
- Свято-Троицкая домовая церковь при Александровской больнице, д.4

## Транспорт
Ближайшие к проспекту Солидарности станции метро — «Проспект Большевиков» и «Улица Дыбенко» 4-й (Правобережной) линии.
По проспекту проложена трамвайная линия (трамваи № 7, 10, 23, 27, 65, А), по нему проходят маршруты социальных автобусов (маршруты № 12, 97, 140, 161, 164, 255А, 255б, 264), До проспекта можно доехать на троллейбусах № 33.

## Пересекает следующие улицы
- улица Кржижановского
- улица Коллонтай
- улица Подвойского
- улица Лопатина